# Gobierno de José de Posada Herrera

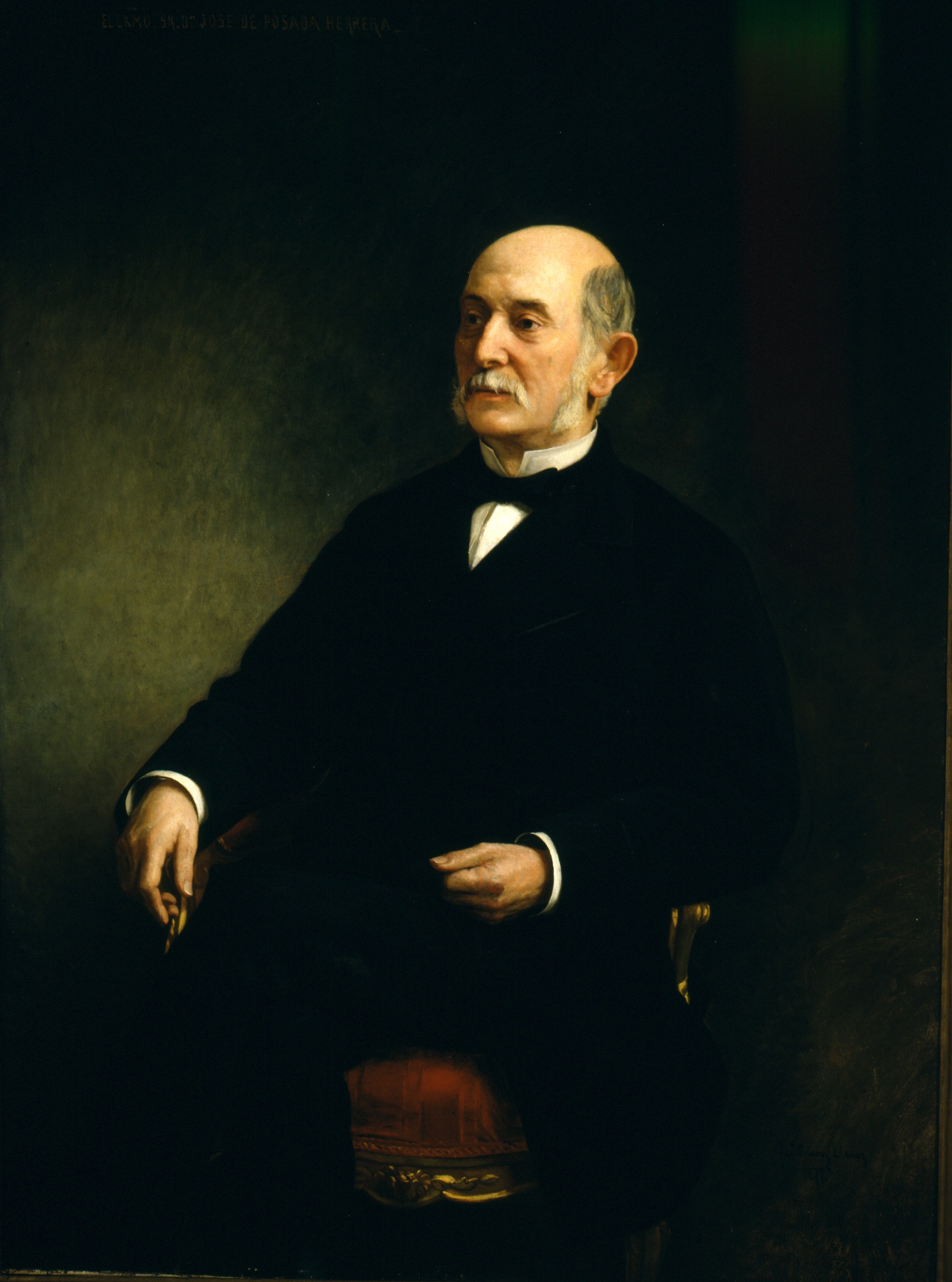
José de Posada Herrera

El gobierno de José Posada Herrera fue un gobierno español de la Izquierda Dinástica presidido por el veterano político liberal José Posada Herrera que se formó en octubre de 1883 y que solo estuvo noventa día en el poder, durante el reinado de Alfonso XII. Le precedió un gobierno del Partido Liberal-Fusionista presidido por Práxedes Mateo Sagasta y le sucedió otro del Partido Liberal-Conservador encabezado por Antonio Cánovas del Castillo.

## Formación del Gobierno
La crisis diplomática con Francia de septiembre de 1883, junto con el fracasado pronunciamiento republicano del mes anterior, debilitaron al gobierno liberal de Práxedes Mateo Sagasta, lo que fue aprovechado por la Izquierda Dinástica, y por el Partido Conservador de Cánovas, para presionarle pidiendo su dimisión. Sagasta se propuso entonces formar un nuevo gobierno intentando, como ya había hecho en enero de ese mismo año, atraerse a algún miembro destacado de la Izquierda Dinástica. Pero esta vez no lo consiguió y tuvo que aceptar la oferta que le hizo Cristino Martos de que se formara un gobierno de «conciliación» liberal (con una mitad de ministros fusionistas y otra de izquierdistas dinásticos) presidido por José Posada Herrera, pasando Sagasta a presidir el Congreso de los Diputados. José Varela Ortega explica así que Sagasta transigiera con la propuesta de la Izquierda Dinástica: «Sagasta se vio acorralado, y no se sintió con fuerzas para contrarrestar el ataque de la Izquierda unida en las Cámaras... Si se atrincheraba en el gobierno corría el riesgo de que las oposiciones pidieran, y el Rey concediera, el decreto de disolución a Posada Herrera, o cualquier otro dirigente Liberal, como único medio de poner fin a las divisiones entre Liberales. Es decir, se jugaba la jefatura. Sagasta decidió una retirada estratégica. Puesto que no querían dejarle demostrar que la unidad con él era posible, demostraría que sin él era imposible».
Sagasta dimitió el 11 de octubre de 1883 y el rey Alfonso XII, sin apertura de consultas, ofreció la presidencia del gobierno, tal como habían acordado los liberales y la Izquierda Dinástica, a José Posada Herrera, que hacía pocos meses que se había unido a los izquierdistas. El gabinete que formó, de «conciliación» liberal, estuvo formado a partes iguales por fusionistas e izquierdistas, entre los que se encontraban los miembros más destacados del nuevo partido, con Segismundo Moret, en Gobernación; el marqués de Sardoal, en Fomento; y Cristino Martos, actuando como «una especie de jefe de gobierno en la sombra». El rey impuso al general José López Domínguez, también de la Izquierda Dinástica, como ministro de la Guerra. De acuerdo con lo pactado Sagasta ocupó la presidencia del Congreso de los Diputados, puesto desde el que «no dudó en confundir a sus rivales [de la Izquierda Dinástica] con vagas promesas de estar dispuesto a asumir su programa democrático...». La presidencia del Senado fue para el general Serrano, el líder de la Izquierda Dinástica.
Otros miembros del gabinete eran Aureliano Linares Rivas, ministro de Gracia y Justicia, procedente de los constitucionalistas; y el ministro de Estado, Servando Ruíz Gómez, del Partido Demócrata Radical. Los ministros de Ultramar y de Hacienda eran amigos del presidente desde sus tiempos en la Unión Liberal.

## El «gobierno de los noventa días»

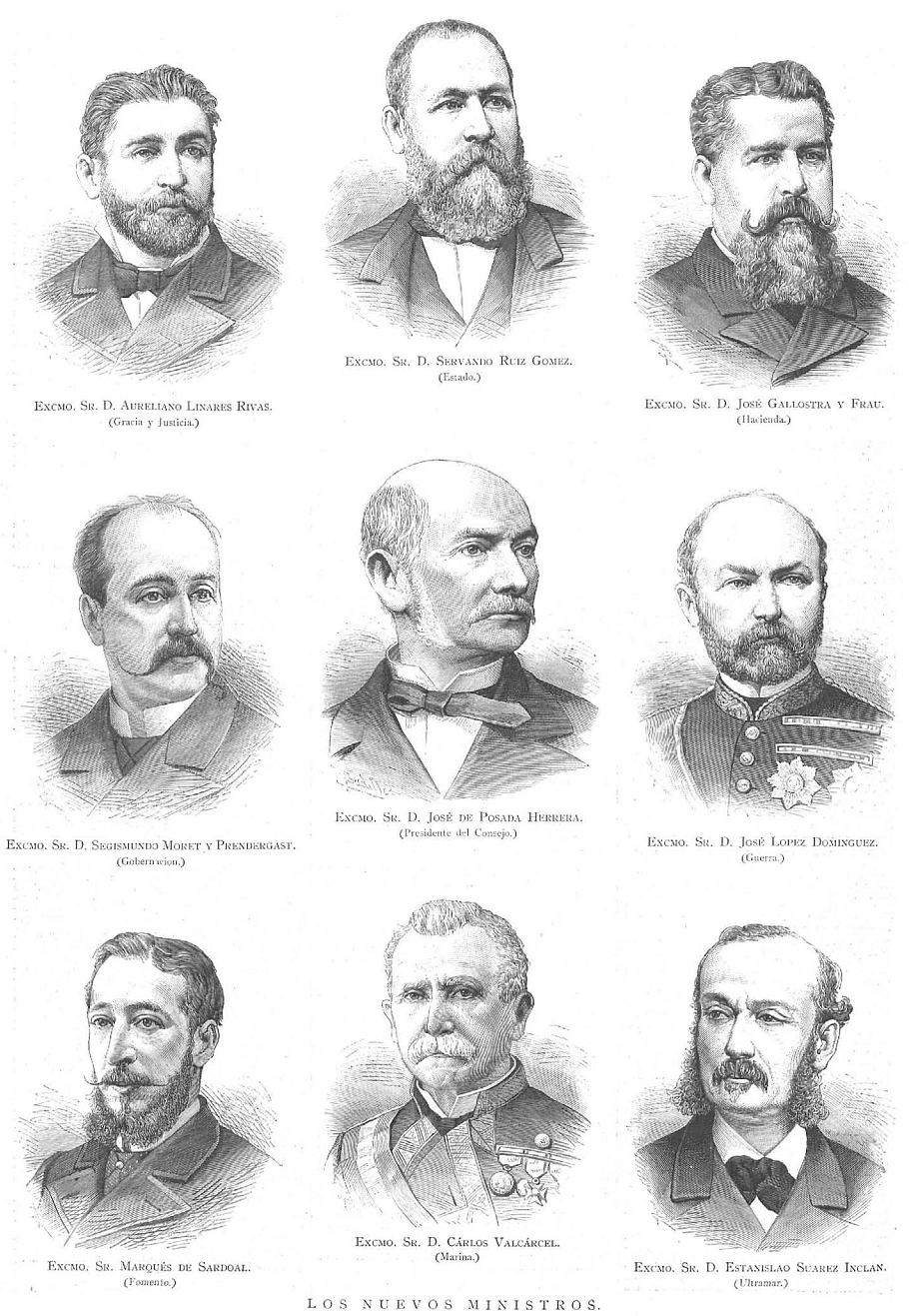
Miembros del gobierno de José de Posada Herrera (en el centro). A su derecha Segismundo Moret (Gobernación) y su izquierda el general José López Domínguez (Guerra).

El gobierno planteó un programa político reformista muy ambicioso, en el que destacó la creación de la Comisión de Reformas Sociales, a iniciativa del ministro de la gobernación Segismundo Moret, el primer paso para que el Estado abordara la «cuestión social», una necesidad cada vez más apremiante debido al crecimiento del movimiento obrero (en 1881 se había fundado la anarquista Federación de Trabajadores de la Región Española; unos años más tarde nacería la socialista Unión General de Trabajadores, vinculada al Partido Socialista Obrero Español (PSOE), fundado en 1879). El primer presidente de la Comisión sería el líder conservador Antonio Cánovas del Castillo, que fue sustituido por el propio Moret cuando Cánovas se hizo cargo del gobierno en enero de 1884.
Otro de los logros del gobierno fue la prohibición de los castigos corporales a los «patrocinados» (los antiguos esclavos que en Cuba seguían trabajando obligatoriamente para sus amos durante ocho años, desde la abolición de la esclavitud en Cuba en 1880) siendo sustituidos por reducciones de sus estipendios, aunque esto abría la puerta a todo tipo de abusos. Sin embargo, el gobierno no puso fin al «patronato» como reclamaba el Partido Liberal Autonomista cubano, defensor de la abolición inmediata y absoluta de la esclavitud en la isla. Esta no se produciría hasta octubre de 1886 bajo el «gobierno largo» de Sagasta, ya durante la Regencia de María Cristina de Habsburgo. En aquel momento ya solo quedaban unos 25 000 «patrocinados».
Sin embargo, el gobierno no pudo sacar adelante la mayoría de sus propuestas ―ley de regionalización del país, ley general de Instrucción Pública, reforma del Código Penal y de la ley de enjuiciamiento criminal, implantación del servicio militar obligatorio, reforma fiscal― porque, al no contar con el decreto de disolución de las Cortes que le hubiera permitido «fabricarse» una mayoría en la Cámara, tuvo que estar a expensas de la benevolencia del partido de Sagasta, que era el que la tenía. El propio Sagasta definió la situación con la frase: «lo que hay aquí es un Gobierno sin mayoría y una mayoría sin gobierno».
El choque entre liberales e izquierdistas se produjo cuando el Gobierno en el discurso de la Corona propuso la recuperación del sufragio universal (masculino) y la reforma de la Constitución de 1876, y ello a pesar de que Posada Herrera nunca había sido partidario del sufragio universal, tal y como afirmaba años atrás «¿qué derechos dais a los pobres con un artículo constitucional?». En realidad se vio arrastrado a defender esta posición junto al ala más progresista de su gobierno encabezada por Segismundo Moret, ministro de la Gobernación. En el discurso de la Corona se justificó así la propuesta de recuperación del sufragio universal:

Desde el momento en el cual vuestra sabiduría y vuestros votos decidieron que las corporaciones populares tuviesen por origen extenso y lato sufragio que determinó la ley de 29 de agosto de 1882, se ha hecho indeclinable el cumplimiento de la promesa en ella contenida, porque una vez reconocida la justicia de hacer desaparecer el censo como base del derecho de elegir corporaciones provinciales, fuera imposible mantenerlo para el mandato de los legisladores.

En el debate de contestación al discurso de la Corona que tuvo lugar a continuación Sagasta hizo una encendida defensa, «con gran regocijo de Cánovas», del principio de la soberanía compartida rey/Cortes, pilar fundamental del régimen político de la Restauración, abandonando así definitivamente el principio de la soberanía nacional, una de las señas de identidad del liberalismo progresista. Como ha indicado Carlos Dardé, Sagasta quiso demostrar que la unidad de los liberales sin él era imposible. Una valoración que comparte Manuel Suárez Cortina. En su intervención Sagasta dijo lo siguiente:

Nosotros no abandonamos por nada ni por nadie los principios fundamentales de la Monarquía constitucional. […] Sobre ellos giramos con tanta fe como el partido conservador [y] debe observar este Partido, que si nosotros nos hemos opuesto al sufragio universal y a la revisión constitucional, y si no hemos querido aceptar la conciliación [con la Izquierda Dinástica] bajo esas dos bases, no ha sido sólo en defensa de nuestros principios, sino también en defensa de los principios del Partido Conservador, en defensa de los principios que nos son comunes a liberales y conservadores, y que no pueden menos de serlo a los partidos gobernantes dentro de unas mismas instituciones.

El desconcierto y la incertidumbre entre los inversores y hombres de negocios provocó una importante caída de la Bolsa. Asimismo la agitación republicana, que tanto había afectado al gobierno de Sagasta, se expresó en las calles de Madrid con motivo del aniversario de la muerte de Figueras.[cita requerida]
Para forzar la situación dos diputados liberales propusieron el aplazamiento de la implantación del sufragio universal y el gobierno perdió la votación ya que 221 diputados fusionistas votaron a favor frente a 126 en contra. Posada Herrera tuvo que dimitir. «Sagasta estaba radiante». Entonces el rey Alfonso XII llamó a formar gobierno al líder del Partido Conservador, Cánovas de Castillo, «como castigo a la desunión» de las familias liberales.
En el debate parlamentario, que tuvo lugar el 12 de enero de 1884, los posicionamientos entre Posada Herrera y Sagasta se habían endurecido con violentos reproches. Carlos Navarro Rodrigo (fusionista) le recordó al Presidente sus contradicciones personales respecto al sufragio universal, y por su parte Segismundo Moret, acusó a Sagasta de haber conocido y aprobado con anterioridad el mensaje de Alfonso XII. Los votos particulares de los fusionistas Trinitario Capdepón y Francisco Cañamaque alargaron la discusión parlamentaria siendo concluida, al día siguiente, con la intervención de Cánovas que declaró que el sufragio universal era contrario a la soberanía nacional.

## Composición
| Composición del Gobierno                   |                                       |                       |                     |
| Cargo                                      | Titular                               | Inicio                | Fin                 |
| Presidente                                 | José Posada Herrera                   | 10 de octubre de 1883 | 18 de enero de 1884 |
| Estado                                     | Servando Ruiz Gómez                   | 10 de octubre de 1883 | 18 de enero de 1884 |
| Gracia y Justicia                          | Aureliano Linares Rivas               | 10 de octubre de 1883 | 18 de enero de 1884 |
| Guerra                                     | José López Domínguez                  | 10 de octubre de 1883 | 18 de enero de 1884 |
| Hacienda                                   | José Gallostra y Frau                 | 10 de octubre de 1883 | 18 de enero de 1884 |
| Gobernación de la Península                | Segismundo Moret                      | 10 de octubre de 1883 | 18 de enero de 1884 |
| Marina, Comercio y Gobernación de Ultramar | Carlos Valcárcel Usell de Gimbarda    | 10 de octubre de 1883 | 18 de enero de 1884 |
| Ultramar                                   | Estanislao Suárez Inclán              | 10 de octubre de 1883 | 18 de enero de 1884 |
| Fomento                                    | Ángel Carvajal y Fernández de Córdoba | 10 de octubre de 1883 | 18 de enero de 1884 |

| Predecesor: III Gobierno de Práxedes Mateo Sagasta | 10 de octubre de 1883 - 18 de enero de 1884 | Sucesor: IV Gobierno de Antonio Cánovas del Castillo |